# Polismästare

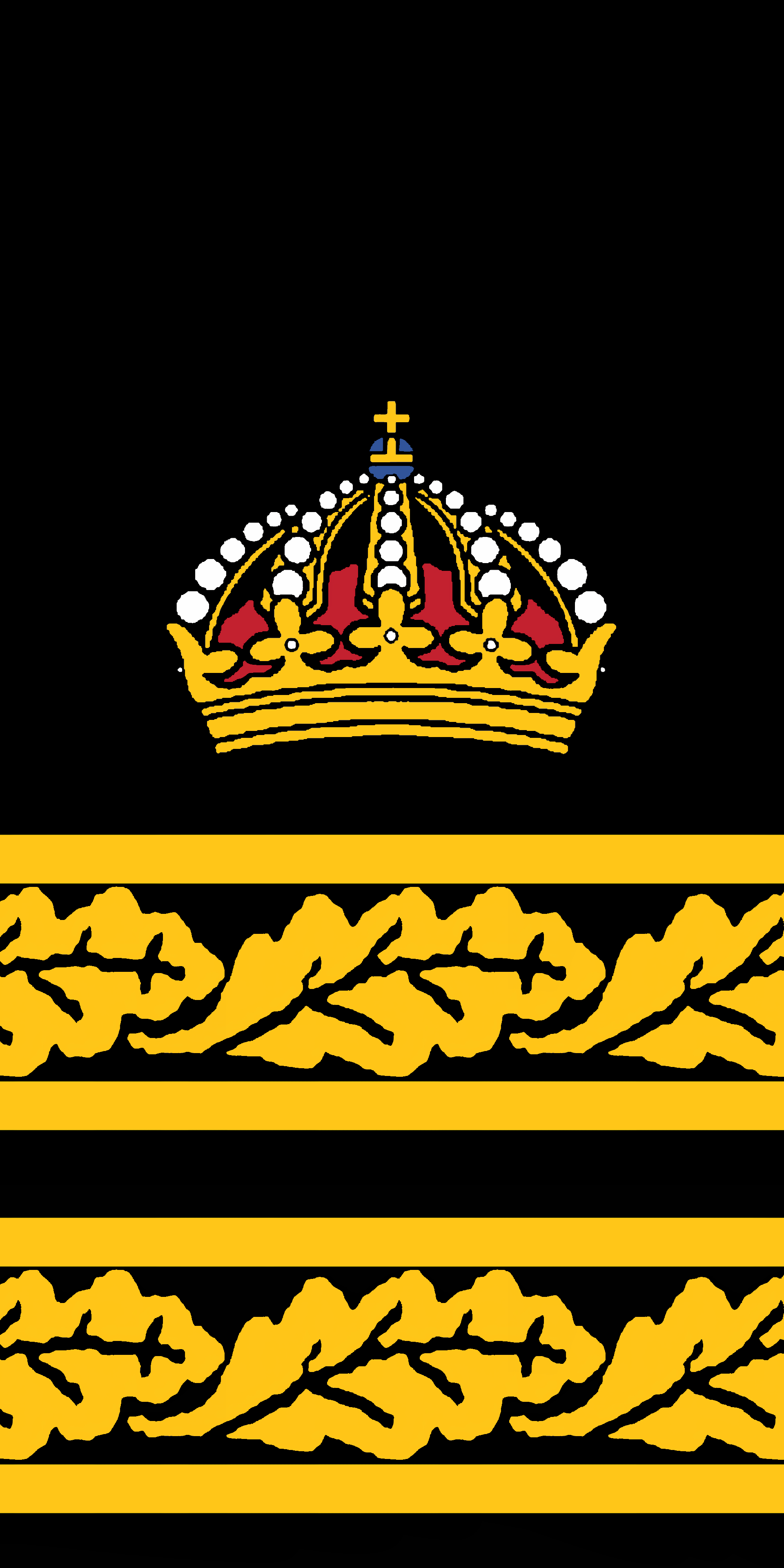
Gradbeteckning för polismästare.

Polismästare är en högre chef inom Polismyndigheten i Sverige. Historiskt var polismästaren ledare för polisväsendet i en stad. I mindre städer utan polismästare var i stället stadsfiskalen även polischef. I områden under landsrätt var landsfiskalen polismästare.[källa behövs]
Sveriges förste polismästare var Henric von Sivers (senare adlad Liljensparre) som 1776 utnämndes till chef för den nyinrättade Stockholms poliskammare av Gustaf III. 1981 blev Karin Värmefjord Sveriges första kvinnliga polismästare.
 

Fram till 2015 bar cheferna för de åtta polismästardistrikten i Polismyndigheten i Stockholms län titeln polismästare.

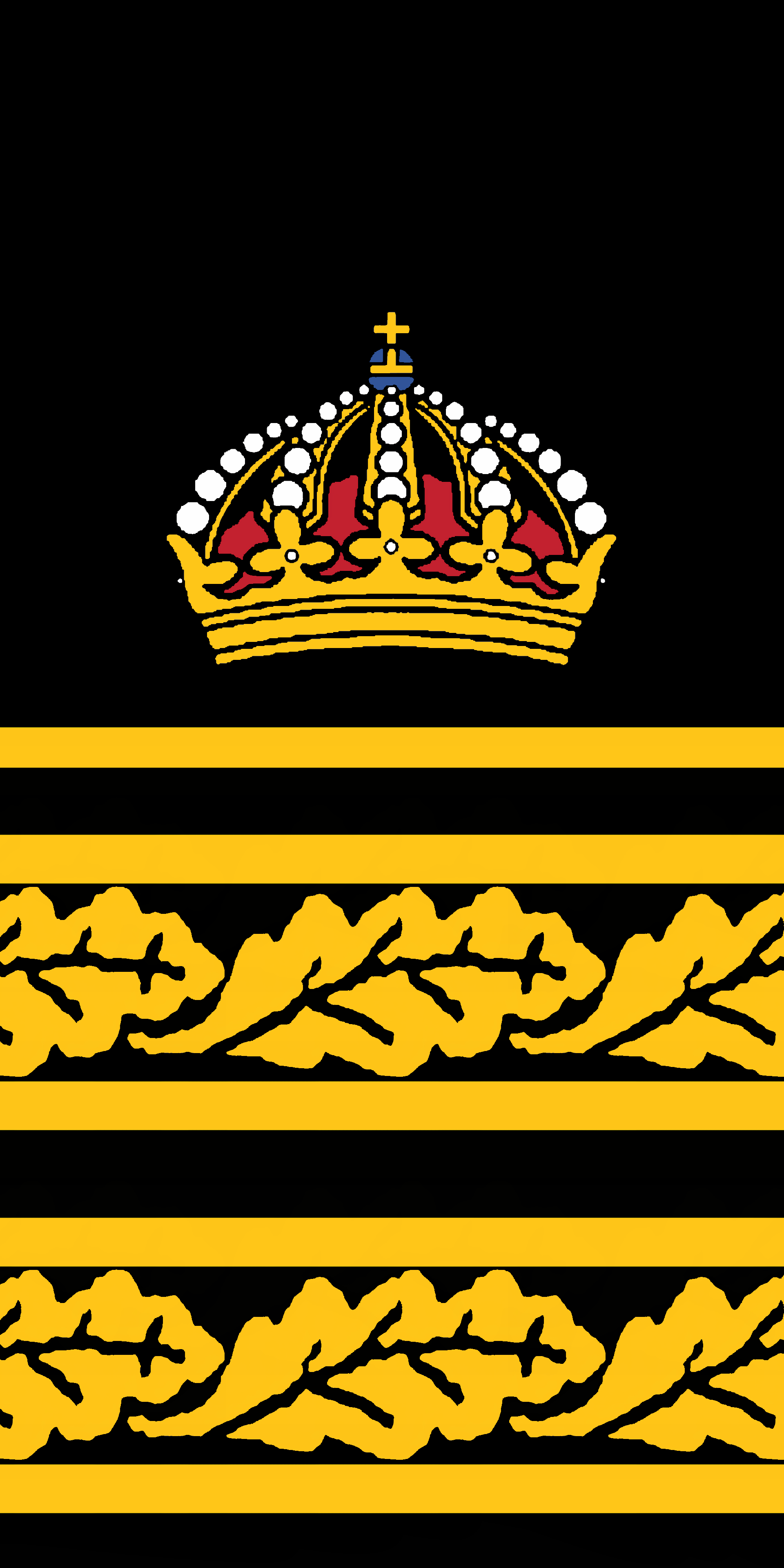
Polismästare, chef på ledningsnivå 4 eller biträdande/ställföreträdande chef på ledningsnivå 5
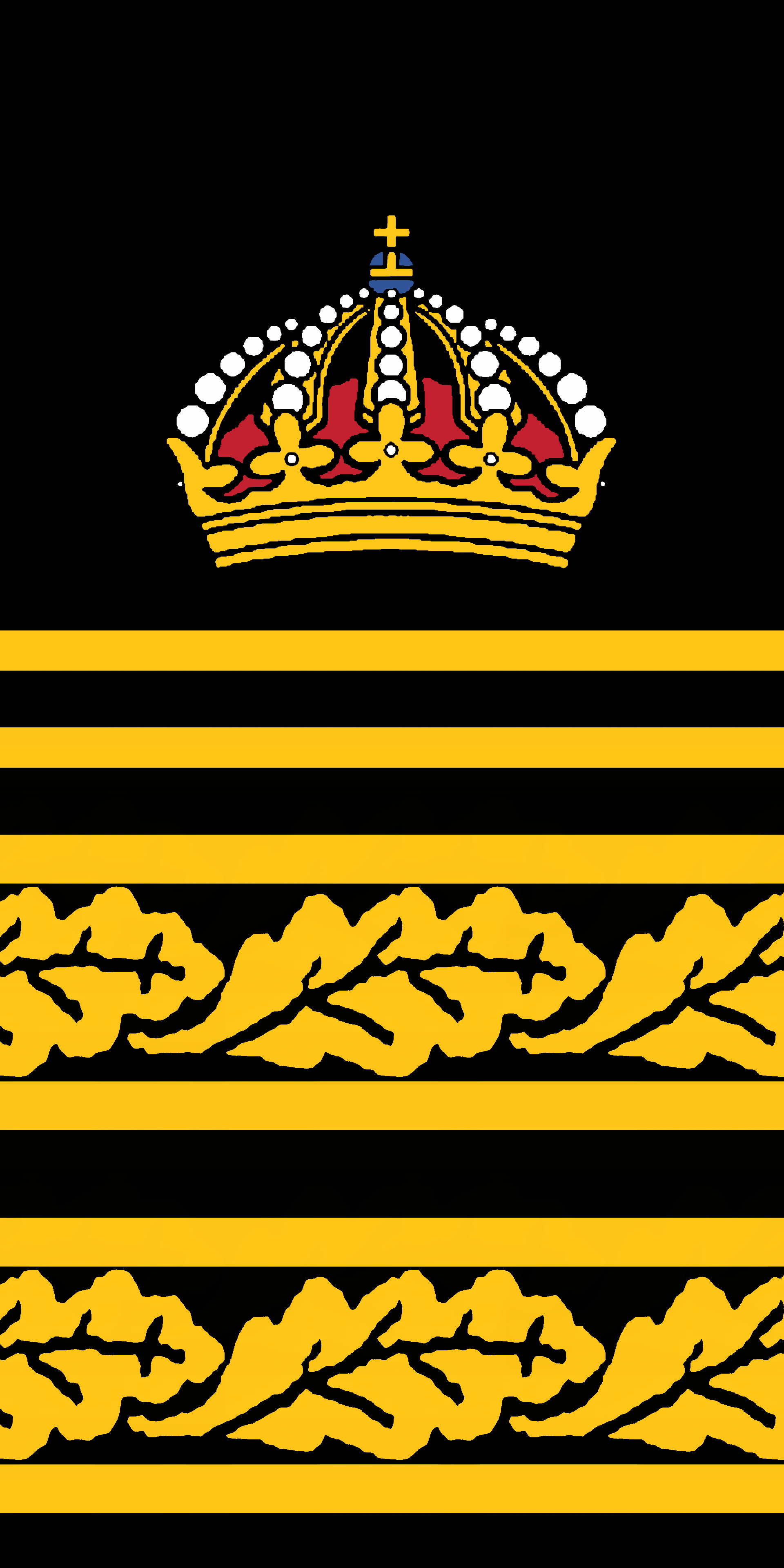
Polismästare, chef på ledningsnivå 5